# جينو فان كيسيل
جينو فان كيسيل (بالهولندية: Gino van Kessel)‏ (9 مارس 1993 في هولندا - ) هو لاعب كرة قدم هولندي في مركز الهجوم. شارك مع منتخب كوراساو لكرة القدم. أما مع النوادي، فقد لعب مع أياكس أمستردام ونادي أرليه أفينيون ونادي ترنتشين والمير سيتي.

## روابط خارجية
- جينو فان كيسيل على موقع الاتحاد الأوربي (الإنجليزية)
- جينو فان كيسيل على موقع رابطة كرة القدم الفرنسية للمحترفين (الإنجليزية)
- جينو فان كيسيل على موقع قاعدة بيانات كرة القدم.إي يو (الإنجليزية)
- جينو فان كيسيل على موقع ليكيب (الفرنسية)
- جينو فان كيسيل على موقع ناشيونال فوتبول تيمز (الإنجليزية)
- جينو فان كيسيل على موقع Soccerbase.com (لاعب) (الإنجليزية)
- جينو فان كيسيل على موقع Soccerway.com (الإنجليزية)
- جينو فان كيسيل على موقع عالم كرة القدم.نت (الإنجليزية)